# سفارة الإمارات العربية المتحدة في بولندا
سفارة الإمارات العربية المتحدة في بولندا هي أرفع تمثيل دبلوماسي لدولة الإمارات العربية المتحدة لدى بولندا. تقع السفارة في وهي تهدف لتعزيز المصالح الإماراتية في بولندا.

## وصلات خارجية
- الموقع الرسمي
- قائمة سفارات الإمارات العربية المتحدة
- قائمة السفارات في بولندا